# 怒溪镇
怒溪镇，是中华人民共和国贵州省铜仁市江口县下辖的一个乡镇级行政单位。
2012年，贵州省人民政府批复同意撤销怒溪土家族苗族乡，设置怒溪镇，镇人民政府驻怒溪村。

## 行政区划
怒溪镇下辖以下地区：
怒溪村、骆象村、地楼村、梵星村、河口村和龙眉村。

## 中国传统村落
2013年8月，黄岩被评为第二批中国传统村落。